# Баффи — истребительница вампиров (сезон 7)
Седьмой и заключительный сезон американского телесериала «Баффи — истребительница вампиров» вышел в эфир 24 сентября 2002 года и завершился 22-м эпизодом 20 мая 2003 года. 

## Сюжет
В Саннидэйле строят новую школу на месте сгоревшей, в которую отправляется Дон на учебу и куда новый директор берет Баффи на работу — консультантом для «проблемных» подростков.
Возвращается Спайк, который находится в «нестабильном» состоянии — после возвращения души у него галлюцинации, он бредит. Баффи узнает, что он вернулся, и пытается его «привести в чувство», на некоторое время это ей удается. Она ещё не знает, что у него есть душа. Когда правда открывается, то она шокирована.
Начинают ходить непонятные слухи о том, что приближается что-то сильное и темное. По всему миру слуги Зла — Предвестники охотятся на потенциальных Истребительниц — девушек, которые могут быть призваны на роль Истребительницы в случае гибели существующей.
Виллоу возвращается из Англии, где проходила реабилитацию у Джайлза — до неё тоже доходят слухи о приближении чего-то злого.
Со временем с каждым из героев начинают общаться мертвые знакомые, они вводят их в заблуждение и пытаются ослабить. Все упираются, и в итоге становится ясным, что это что-то пытается играть со всеми.
Особое место во всем происходящем занимает Спайк — на него Зло возымело наибольшее влияние, по ночам он выходит на охоту и начинает убивать. Чип в это время не действует, а сам он ничего не помнит из содеянного. Когда правда открывается, Спайк просит Баффи убить его, но она этого не делает и пытается помочь. Чип ломается и Баффи со Спайком отправляются в старую «Инициативу», где военные удаляют его из головы у Спайка.
В Англии происходит некая цепочка событий. Совет Наблюдателей узнает, что пробудился их главный враг — Изначальное Зло, и пытается принять меры, но бомба, заложенная в здании Совета, всех уничтожает. Джайлз, узнав, что ждет мир, начинает собирать потенциальных Истребительниц. Он приезжает с ними в Саннидэйл. Уиллоу влюбляется в одну из потенциальных истребительниц — Кеннеди, и у них начинается роман. Директор школы оказывается охотником на демонов, а также сыном Истребительницы, которую убил Спайк в Бруклине. Он пытается свести счёты с вампиром, и Джайлз ему помогает, но Спайк побеждает его. Баффи запрещает ему вендетту со Спайком.
Возвращается Фэйт, которая хочет помочь Баффи. Её принимают, но со временем это приводит к тому, что потенциалки хотят подчиняться ей, а не Баффи, после чего вторую выгоняют. Но Спайк возвращает Баффи веру в себя.
В городе появляется Калеб — глава жрецов зла. У него есть Коса — мощное оружие для борьбы со Злом, но она находится в камне, из которого её может вынуть лишь Истребительница. Баффи это делает и забирает Косу. Баффи дерется с Калебом, тот её избивает и пытается убить, но появляется Ангел, который помогает ей. Калеба убивают, Ангел дает Баффи амулет, который предназначен вампиру с душой. Идет некоторое выяснение отношений, после чего Ангел уезжает — готовить резервный фронт для борьбы со Злом.
Уиллоу — при помощи Косы и мощного заклинания — всех потенциальных Истребительниц делает действующими Истребительницами. Все Истребительницы спускаются в Адскую Пасть и начинается битва. Бой идёт с переменным успехом: многие сверхвампиры убиты, но Баффи тяжело ранена, а многие Истребительницы погибли. Часть сверхвампиров прорываются наверх, где их пытаются остановить друзья Баффи. Предвестники также нападают на них и убивают Аню. У Спайка начинает действовать амулет, проецируя солнечный свет, который убивает воинов армии Зла и самого Спайка, а пещера начинает рушиться — все начинают спасаться бегством. Перед этим Баффи говорит Спайку, что любит его.
Все сбегают из Саннидэйла на школьном автобусе. Действие амулета приводит к тому, что на месте города остается большая впадина. Адская Пасть уничтожена.

## В ролях

### Основной состав
- Сара Мишель Геллар — Баффи Саммерс
- Николас Брендон — Ксандер Харрис
- Элисон Ханниган — Уиллоу Розенберг
- Джеймс Марстерс — Спайк
- Мишель Трахтенберг — Дон Саммерс
- Эмма Коулфилд — Аня

### Приглашённые звёзды
- Элайза Душку — Фэйт
- Д. Б. Вудсайд — Робин Вуд
- Том Ленк — Эндрю Уэллс
- Энтони Стюарт Хэд — Руперт Джайлз
- Кристин Сазерленд — Джойс Саммерс
- Айари Лаймон — Кеннеди
- Сара Хэган — Аманда
- Индиго — Рона
- Клара Брайант — Молли
- Адам Буш — Уоррен Мирс
- Фелиция Дэй — Ви
- Нейтан Филлион — Калеб
- Дэнни Стронг — Джонатан Левинсон
- Джульетт Ландау — Друсилла
- Дэвид Борианаз — Ангел

## Эпизоды
| № общий | № в сезоне | Название                                                          | Режиссёр          | Автор сценария                | Дата премьеры    | Произв. код | Зрители в США (млн) |
| --- | ---------- | ----------------------------------------------------------------- | ----------------- | ----------------------------- | ---------------- | ----------- | ------------------- |
| 123 | 1          | «Уроки» «Lessons»                                                 | Дэвид Соломон     | Джосс Уидон                   | 24 сентября 2002 | 7ABB01      | 5.0                 |
| Подходит к концу очередное лето, в течение которого Баффи учила Дон приёмам самообороны. Между тем, Дон предстоит тяжёлое испытание - старшая школа, которая была восстановлена под руководством Ксандера. Новым директором назначен Робин Вуд. Аня исполняет обязанности демона, но не так охотно, как раньше. Баффи решает изучить новую школу и узнаёт, что в её подвалах таится какое-то Зло. Кроме того, Баффи с удивлением обнаруживает там Спайка - вампир скрывает, что обрёл душу и ведёт себя очень странно. Между тем, в Лондоне Джайлз учить Уиллоу контролировать свои силы. |            |                                                                   |                   |                               |                  |             |                     |
| 124 | 2          | «Ты не заслуживаешь меня» «Beneath You»                           | Ник Марк          | Дуглас Петри                  | 1 октября 2002   | 7ABB02      | 5.0                 |
| В Саннидэйле появляется гигантский червь-хищник, а к Баффи обращается за помощью девушка Нэнси. Вскоре ребята узнают, что в появлении монстра виновна Аня - она исполнила желание Нэнси относительно её бывшего парня, превратив юношу в червя. В ходе событий, Баффи пытается понять, что же случилось со Спайком и с ужасом осознаёт, что вампир вернул свою душу. |            |                                                                   |                   |                               |                  |             |                     |
| 125 | 3          | «На том же месте, в тот же час» «Same Time, Same Place»           | Джеймс А. Контнер | Джейн Эспенсон                | 8 октября 2002   | 7ABB03      | 4.9                 |
| Что-то странное происходит в Саннидэйле - Уиллоу собиралась вернуться домой, но не прилетела ожидаемым рейсом, а вскоре на школьной стройке находят труп, с которого содрали кожу. Баффи и её друзья подозревают в убийстве Уиллоу, которая прилетела в назначенный час домой и нигде не может найти своих друзей. Вскоре ребята узнают, что в убийствах виновен таинственный демон, питающийся кожей человека. Баффи начинает охоту, не подозревая, что от её исхода зависит жизнь Уиллоу. |            |                                                                   |                   |                               |                  |             |                     |
| 126 | 4          | «Помощь» «Help»                                                   | Рик Розенталь     | Ребекка Ренд Киршнер          | 15 октября 2002  | 7ABB04      | 5.0                 |
| Баффи продолжает осваиваться в школе Саннидэйла в качестве школьного психолога. Поначалу ей приходится выслушивать сбивчивые разговоры своих подопечных, которые приходят лишь для того, чтобы поглазеть на привлекательную девушку. Однако всё меняет встреча Баффи с Кэсси Ньютон. Эта девушка отчётливо предвидит свою преждевременную смерть и считает, что ничто не сможет спасти её. Баффи, Ксандер, Уиллоу и Дон всеми силами пытаются определить и нейтрализовать неизвестную угрозу, которая может лишить Кэсси жизни. Когда несколько школьников собираются принести Кэсси в жертву для ужасного демона, Истребительница при помощи Спайка освобождает девушку и уничтожает монстра. Но даже Баффи не знает о том, что её помощь окажется напрасной - судьбу нельзя изменить, поэтому участь Кэсси Ньютон уже давно предрешена. |            |                                                                   |                   |                               |                  |             |                     |
| 127 | 5          | «Самоотверженная» «Selfless»                                      | Дэвид Соломон     | Дрю Годдард                   | 22 октября 2002  | 7ABB05      | 5.0                 |
| Вынужденная выполнить волю оскорблённой девушки, Аня вызывает ужасного паукообразного демона, который вырывает сердца у двенадцати парней. После резни, устроенной в общежитии, Аньянка с ужасом начинает осознавать сотворённое ею зло, в то время как демон-паук отправляется на поиски новых беззащитных жертв. Спайк продолжает находиться под влиянием призраков в школьном подвале, Уиллоу обнаруживает мёртвые тела в общежитии и начинает догадываться кто стоит за этими убийствами, а между Баффи и Ксандером возникают серьёзные разногласия. Понимая, что Аньянка может представлять реальную угрозу для жизни людей, Истребительница собирается убить её, несмотря на яростные возражения Ксандера. Тем временем Аня вспоминает свою прошлую жизнь, в которой она была простой скандинавской девушкой по имени Одд, и события, заставившие её стать Демоном Мести. В стремлении отменить собственное заклятье и вернуть жизнь невинным жертвам демона Аньянка готова пожертвовать своей жизнью и душой, однако, демон Д'Хоффрин делает иной выбор - чтобы наказать Аньянку он убивает её лучшую подругу Хальфрек. Смерть Хальфрек становится ценой жизни для Ани и отменяет её заклятье, навсегда превращая Аню обратно в человека. |            |                                                                   |                   |                               |                  |             |                     |
| 128 | 6          | «Ради него» «Him»                                                 | Майкл Гершман     | Дрю З. Гринберг               | 5 ноября 2002    | 7ABB06      | 4.6                 |
| Ксандер неохотно соглашается на просьбу Баффи приютить в своей квартире Спайка. Истребительница понимает, что Чёртова Пасть постепенно сводит вампира с ума, поэтому она убеждает Спайка покинуть школьный подвал. Тем временем Дон с первого взгляда влюбляется в привлекательного Эр Джея - одного из школьных футболистов. Девушка всеми силами пытается привлечь внимание юноши, не осознавая, что постепенно становится одержима им. Вскоре подобными чувствами по отношению к Эр Джею проникаются Баффи, Уиллоу и Аня. Каждая из них пытается доказать свою любовь по-своему: Баффи собирается убить директора Вуда, которого не удовлетворяют школьные оценки юноши, Уиллоу хочет превратить его в девушку, а Аня совершает ограбление банка. Ксандер и Спайк выясняют, что причиной странных событий стала магическая куртка, которая досталась Эр Джею по наследству от его старшего брата. В то время как Ксандер и Спайк останавливают разбушевавшихся девушек, страдающая от неразделённой любви Дон решает доказать любовь к Эр Джею по-своему. Она собирается пожертвовать своей жизнью ради него. |            |                                                                   |                   |                               |                  |             |                     |
| 129 | 7          | «Беседы с мертвецами» «Conversations with Dead People»            | Ник Марк          | Джейн Эспенсон и Дрю Годдард  | 12 ноября 2002   | 7ABB07      | 4.8                 |
| На кладбище Баффи сражается с новообращённым вампиром, который в прошлом был её одноклассником. Холден Вэбстер отличается редкой любознательностью, поэтому схватка Истребительницы и вампира перетекает в разговор о смысле жизни, во время которого Баффи неожиданно для себя раскрывает Холдену свои переживания. В то время как в библиотеке Уиллоу предоставляется возможность поговорить с духом Тары посредством призрака Кэсси Ньютон, в опустевшем доме Саммерсов Дон сталкивается с неведомой силой, стремящейся запугать её. Вскоре девушка понимает, что злая сила держит в заложниках дух её матери и она проявляет всё своё мужество для того, чтобы изгнать невидимое зло из дома. В Саннидэйл возвращаются Эндрю и Джонатан - ведомые ночными кошмарами, они направляются в подвал школы Саннидэйла в надежде предотвратить надвигающиеся зловещие события. Призрак Джойс Саммерс предупреждает Дон об опасности, исходящей от её старшей сестры; Уиллоу понимает, что на самом деле она общается со зловещим Пожирателем Из Глубин, грозящим уничтожить весь мир. Тем временем в школьном подвале Эндрю под влиянием призрака Уоррена убивает Джонатана, который обнаружил таинственную печать под землёй. И в ту же ночь Спайк совершает хладнокровное убийство молодой девушки. |            |                                                                   |                   |                               |                  |             |                     |
| 130 | 8          | «Спящий» «Sleeper»                                                | Алан Дж. Леви     | Дэвид Фьюри и Джейн Эспенсон  | 19 ноября 2002   | 7ABB08      | 5.0                 |
| В то время как Уиллоу возвращается в разгромленный дом Саммерсов и находит обессиленную Дон, Баффи рассказывает Ксандеру о своих подозрениях по поводу Спайка. Несмотря на то, что сам вампир ничего не помнит из произошедшего с ним в последние ночи, вскоре Баффи и Уиллоу узнают об исчезновении нескольких молодых девушек. Истребительница начинает расследование, а Спайк мучительно пытается вспомнить всё что происходило с ним в последнее время. Когда он понимает, что убил всех пропавших девушек, вампира с новой силой начинают преследовать образы, невидимые для остальных. Баффи получает телефонный звонок от Спайка с предложением встретиться в подвале заброшенного дома, но даже сам Спайк не догадывается о том, что в этом месте Истребительницу ожидают его жертвы, которых он обратил в вампиров. Тем временем в Лондоне Джайлз обнаруживает очередных жертв таинственных убийц в капюшонах. Получив предупреждение о том, что это началось, Наблюдатель Баффи становится следующей вероятной мишенью неуловимых киллеров. |            |                                                                   |                   |                               |                  |             |                     |
| 131 | 9          | «Никогда не покидай меня» «Never Leave Me»                        | Дэвид Соломон     | Дрю Годдард                   | 26 ноября 2002   | 7ABB09      | 4.8                 |
| Понимая, что Спайк находится под влиянием существа, способного изменять свой облик, Баффи решает оставить вампира у себя дома и попытаться узнать от него больше информации о новом враге. Тем временем Уиллоу сталкивается с Эндрю, который подвержен влиянию призраков Уоррена и Джонатана. В то время как Баффи разговаривает со Спайком, а Ксандер и Аня пытаются допросить Эндрю, в Совете Наблюдателей начинают происходить загадочные события. Квентин Треверс отдаёт приказ срочно разыскать Руперта Джайлза и одновременно пытается восстановить разорванные контакты с Наблюдателями по всему миру. События начинают развиваться стремительно, когда убийцы в капюшонах врываются в дом Саммерсов и похищают Спайка, а в здании штаб-квартиры Совета Наблюдателей раздаётся мощный взрыв. Истребительница понимает, что она снова столкнулась с Изначальным Злом, в прошлом преследовавшим Энджела. Используя кровь Спайка и загадочную печать Данзалтара, обнаруженную Джонатаном и Эндрю в подвале школы, Изначальное Зло воскрешает монстра, который является истинным вампиром. |            |                                                                   |                   |                               |                  |             |                     |
| 132 | 10         | «Наступает ночь» «Bring on the Night»                             | Дэвид Гроссман    | Марти Ноксон и Дуглас Петри   | 17 декабря 2002  | 7ABB10      | 4.8                 |
| Эндрю показывает Баффи печать Данзалтара и место убийства Джонатана. Вскоре Истребительница сталкивается в подвале школы с директором Вудом, объяснения которого кажутся весьма расплывчатыми. Изначальное Зло в облике Друзиллы продолжает мучить Спайка в подземном логове, стремясь склонить непокорного вампира на свою сторону. Тем временем, помимо странных видений, в которых присутствует призрак её матери, Баффи ожидает внезапное появление Джайлза, прибывшего в Саннидэйл с тремя молодыми девушками - потенциальными Истребительницами вампиров. Аннабелль, Кеннеди и Молли находят приют и защиту в доме Саммерсов, поскольку Предвестники Смерти уничтожают кандидаток в Истребительницы и их Наблюдателей по всему миру. Вскоре Баффи и Джайлзу предстоит столкнуться с существом, возрождённым при помощи печати Данзалтара. Первобытный вампир Турок-хан обладает неимоверной мощью и неуязвимостью от обычного оружия, поэтому в схватке с ним Истребительница терпит сокрушительное поражение. Турок-хан начинает охоту за потенциальными Истребительницами в Саннидэйле, в результате чего погибает Аннабелль. Осознав своё полное бездействие перед лицом наступающей угрозы, Баффи и её друзья готовятся к решительным действиям. |            |                                                                   |                   |                               |                  |             |                     |
| 133 | 11         | «Шоу начинается» «Showtime»                                       | Майкл Гроссман    | Дэвид Фьюри                   | 7 января 2003    | 7ABB11      | 4.1                 |
| В доме семьи Саммерс становится многолюдно, так как в Саннидэйл продолжают прибывать потенциальные Истребительницы. Теперь Баффи, Ксандеру и Уиллоу приходится считаться с мнением пяти молодых девушек, испытывающих смешанные чувства при столкновении с Изначальным Злом, не имеющего физического воплощения и способного принимать облик любого умершего человека. В то время как пленённого Спайка продолжает терзать призрак Баффи, настоящая Истребительница вместе со своими друзьями готовит план по освобождению вампира. Однако для того, чтобы преодолеть возникшие между друзьями разногласия и уничтожить неуязвимого Турок-хана, Баффи и Ксандеру предстоит обнаружить предателя в своих рядах. Одновременно с этими событиями Аня и Джайлз отправляются к загадочному существу по имени Глаз Белоксы. Этот мистический провидец может знать причины, по которым Изначальное Зло поставило под угрозу существование всего поколения Истребительниц вампиров. |            |                                                                   |                   |                               |                  |             |                     |
| 134 | 12         | «Потенциал» «Potential»                                           | Джеймс А. Контнер | Ребекка Ренд Киршнер          | 21 января 2003   | 7ABB12      | 3.6                 |
| Смерть Турок-хана выигрывает немного времени Баффи и Спайку для того, чтобы продолжить тренировки потенциальных Истребительниц. Наблюдая за уроками, которые её старшая сестра преподаёт девушкам, Дон сожалеет об отсутствии у себя каких-либо экстраординарных способностей. В то время как Баффи и Спайк вместе со своими ученицами отправляются на ночные улицы города, Уиллоу создаёт заклятье поиска, которое должно определить местонахождение ещё одной девушки-кандидатки, живущей в Саннидэйле. Результаты ошеломляют Уиллоу, Ксандера и Аню - заклятье указывает на Дон как на потенциальную Истребительницу вампиров! Младшая сестра Баффи мысленно готовит себя к предстоящим трудностям, но вскоре выясняет, что произошла ошибка. Предвестники Смерти начинают охоту за Амандой - одноклассницей Дон, которую многие в школе считают девушкой со странностями. |            |                                                                   |                   |                               |                  |             |                     |
| 135 | 13         | «Убийца внутри меня» «The Killer in Me»                           | Дэвид Соломон     | Дрю З. Гринберг               | 4 февраля 2003   | 7ABB13      | 3.5                 |
| Когда Спайка начинают терзать сильные головные боли, Баффи с тревогой понимает, что неполадки в микрочипе вызваны длительным сроком его работы. Истребительница и вампир отправляются в законсервированный комплекс Инициативы в надежде отыскать любую полезную информацию о чипе. Между Уиллоу и Кеннеди продолжают развиваться романтические отношения, которые заканчиваются поцелуем. Однако после этого Кеннеди с изумлением обнаруживает, что Уиллоу превратилась в Уоррена. Испуганная таким развитием событий, Уиллоу обращается за помощью к Эми Мэдисон, однако, её заклятье не приносит желаемого эффекта. Уиллоу начинает чувствовать, что постепенно её разум замещается разумом настоящего Уоррена. Движимая чувством вины за гибель Тары, молодая колдунья вновь переживает трагические события прошлого, а Кеннеди обнаруживает причастность Эми к тому, что произошло с её подругой. Аня, Ксандер, Дон и Эндрю начинают подозревать Джайлза в том, что он может быть очередным воплощением Изначального Зла. Тем временем в заброшенных помещениях Инициативы Баффи и Спайк сталкиваются с отрядом солдат, посланных в Саннидэйл Райли Финном. Узнав о том, что теперь появилась возможность удалить нейрочип из головы вампира, Баффи должна принять верное для себя и Спайка решение. |            |                                                                   |                   |                               |                  |             |                     |
| 136 | 14         | «Первое свидание» «First Date»                                    | Дэвид Гроссман    | Джейн Эспенсон                | 11 февраля 2003  | 7ABB14      | 4.2                 |
| Джайлз рассказывает Баффи историю своего спасения от Предвестников в Англии, и пытается найти контакт с новой девушкой-кандидаткой Чао-Ан, которая совершенно не говорит по-английски. Пытаясь опровергнуть мнение Джайлза о том, что из-за привязанности к Спайку она позволила удалить чип из его головы, Баффи принимает приглашение директора Вуда на вечерний ужин. Истребительница хочет подробнее изучить загадочного директора, хранящего в рабочем кабинете целый оружейный арсенал. Ксандер также отправляется на свидание с привлекательной девушкой Лиссой, которая на самом деле оказывается демоном, планирующим вновь раскрыть печать Данзалтара и вызвать к жизни нового Турок-хана. В то время как Уиллоу, Аня, Дон и Эндрю пытаются найти слабости Изначального Зла, а Лисса собирается убить Ксандера в школьном подвале, Баффи с изумлением наблюдает за тем как Робин Вуд хладнокровно убивает двух вампиров. На самом деле Робин является сыном Истребительницы, убитой вампиром. После её смерти опеку над мальчиком принял её Наблюдатель, который тренировал Вуда и научил его сражаться с вампирами. Всё это время Робин Вуд ищет убийцу своей матери, но только Изначальное Зло может дать ответ на интересующий его вопрос. |            |                                                                   |                   |                               |                  |             |                     |
| 137 | 15         | «Сделай это» «Get It Done»                                        | Дуглас Петри      | Дуглас Петри                  | 18 февраля 2003  | 7ABB15      | 3.4                 |
| Баффи знакомит Робина Вуда со своими многочисленными друзьями и рассказывает ему об Изначальном Зле. Помимо заинтересованности и желания помочь Истребительнице, Робин пытается удостовериться в том, что именно Спайк убил его мать. Вскоре обитателям дома Саммерсов приходится пересмотреть свою тактику борьбы с Изначальным Злом, когда одна из девушек-кандидаток кончает жизнь самоубийством. Понимая, что её собственных сил не хватит для борьбы с могущественным врагом, Баффи использует магические вещи покойной матери Вуда и переносится в далёкое прошлое - время, когда таинственные шаманы создали Первую Истребительницу вампиров, поместив в тело девушки дух и силу демона. В то время как Уиллоу, Кеннеди, Дон и Аня пытаются снова открыть временной портал, а Спайк преследует могучего первобытного демона, чья смерть должна помочь Истребительнице вернуться в своё время, Баффи с изумлением узнаёт от шаманов, что она является последней защитницей Чёртовой Пасти. Истребительница понимает, что вскоре ей предстоит решающая битва с армией первобытных вампиров - главной атакующей силой Изначального Зла. |            |                                                                   |                   |                               |                  |             |                     |
| 138 | 16         | «Рассказчик» «Storyteller»                                        | Марита Грабяк     | Джейн Эспенсон                | 25 февраля 2003  | 7ABB16      | 3.6                 |
| Баффи и Робин Вуд с тревогой обнаруживают, что отрицательная энергия Чёртовой Пасти начинает негативно сказываться на учениках школы, которые становятся всё более агрессивными. Тем временем Эндрю заполучает в свои руки любительскую видеокамеру и с помощью неё собирается снять фильм о жизни Истребительницы вампиров и её друзей. Разумеется, в дело вступает бурная фантазия бывшего Суперзлодея и он преподносит своим зрителям несколько искажённую и приукрашенную версию событий недалёкого прошлого. Однако вскоре Эндрю приходится вспомнить жестокую реальность и раскрыть Истребительнице причины, которые привели его в Саннидэйл и заставили убить Джонатана - своего единственного оставшегося друга. Уиллоу выясняет, что печать Данзалтара может быть закрыта кровью человека, впервые пролившего на неё кровь. И для того, чтобы избежать смерти и закрыть печать, Эндрю предстоит искренне раскаяться в содеянном и осознать свою вину. |            |                                                                   |                   |                               |                  |             |                     |
| 139 | 17         | «Ложь, которую мне рассказали родители» «Lies My Parents Told Me» | Дэвид Фьюри       | Дэвид Фьюри и Дрю Годдард     | 25 марта 2003    | 7ABB17      | 3.4                 |
| В то время как Уиллоу без объяснения причин уезжает на пару дней из Саннидэйла, Джайлз возвращается из своего небольшого путешествия. Наблюдателю удалось найти волшебный Камень Прокариота, который должен нейтрализовать "переключатель" в мозгу Спайка, посредством которого Изначальное Зло превращает его в неуправляемого и злобного вампира. После неудачного использования камня Джайлз и Робин Вуд понимают, что Спайк по-прежнему остаётся опасен для Баффи и её друзей. Ночью, на кладбище, Джайлз и Баффи беседой о жертвах во имя спасения мира. Тем временем Вуд приводит Спайка в свой гараж, намереваясь покончить с убийцей своей матери. Робин пока не знает о терзающих вампира воспоминаниях, в которых он вновь переживает драматические отношения со своей собственной матерью - благородной и доброй женщиной, после обращения в вампира отрекшейся от своего сына. Для того, чтобы выйти из-под власти Изначального Зла и вновь стать самим собой, Спайку необходимо переосмыслить прошлое и объяснить Робину Вуду природу сложных взаимоотношений между матерями и сыновьями. |            |                                                                   |                   |                               |                  |             |                     |
| 140 | 18         | «Грязные девчонки» «Dirty Girls»                                  | Майкл Гершман     | Дрю Годдард                   | 15 апреля 2003   | 7ABB18      | 3.3                 |
| Возвращаясь из Лос-Анджелеса вместе с Фэйт, Уиллоу находит на дороге молодую девушку Шэннон, раненую ножом в живот. Вскоре выясняется, что Шэннон - очередная потенциальная Истребительница, приехавшая в Саннидэйл в поисках защиты. Оторвавшись от преследования Предвестников, девушка попала в руки привлекательного человека в одежде священника, который и ранил её. В то время как Фэйт осваивается в доме Саммерсов и вновь встречается со старыми знакомыми, Уиллоу и Баффи узнают имя священника которому подчиняются Предвестники Смерти. Это Калеб - падший служитель Господа с извращёнными понятиями о добре и зле. Считая, что только Изначальное Зло должно править в мире, он приехал в Чёртову Пасть для того, чтобы довершить задуманный план. Понимая, что времени до решающей битвы остаётся очень мало, Баффи решает нанести первый удар. Вместе со своими друзьями и группой потенциальных Истребительниц она врывается в логово Калеба, однако, падший священник-убийца демонстрирует силу, которой не могут противостоять ни Баффи, ни Фэйт, ни Спайк. Результаты этой схватки оказываются трагичными: погибают две девушки-кандидатки, а Ксандер лишается левого глаза. Баффи с горечью понимает, что это лишь начало её последней битвы с Изначальным Злом. |            |                                                                   |                   |                               |                  |             |                     |
| 141 | 19         | «Покинутые места» «Empty Places»                                  | Джеймс А. Контнер | Дрю З. Гринберг               | 29 апреля 2003   | 7ABB19      | 3.6                 |
| Чёртова Пасть всё чаще напоминает о себе, вынуждая жителей Саннидэйла покидать свои дома и уезжать из города. Друзья Баффи приходят в себя после сокрушительного поражения от Калеба: девушки-кандидатки напуганы силой безжалостного священника, а Уиллоу всеми силами старается поддержать Ксандера, лишившегося глаза. Спайк и Эндрю отправляются в одну из пригородных церквей в надежде узнать что-то новое о Калебе, в то время как Фэйт решает развеселить подавленных девушек и берёт их с собой в "Бронзу". Однако её затея оборачивается очередной схваткой, когда в клубе появляются полицейские, стремящиеся убить Фэйт. Вскоре в стане Истребительниц назревает настоящий раскол, когда Баффи решает снова отправиться в логово Калеба на старые виноградники, где по её мнению помощник Изначального Зла оберегает нечто очень важное. Практически все выражают своё несогласие с её планом, считая его поспешным. Баффи изумлена тем, что все друзья отвернулись от неё и решили следовать за Фэйт, для которой подобное развитие событий также становится полной неожиданностью. Но настоящий шок Истребительница испытывает, когда понимает, что для неё больше нет места даже в собственном доме - Дон предлагает ей либо признать Фэйт лидером, либо уйти из дома. |            |                                                                   |                   |                               |                  |             |                     |
| 142 | 20         | «Момент нежности» «Touched»                                       | Дэвид Соломон     | Ребекка Ренд Киршнер          | 6 мая 2003       | 7ABB20      | 4.0                 |
| После ухода Баффи Фэйт вынуждена брать бразды правления в свои руки. Для того, чтобы узнать о планах Изначального Зла, она решает захватить в плен одного из Предвестников. Разговор со слугой Изначального Зла даёт мало результатов - Фэйт, Уиллоу, Джайлз и Ксандер узнают лишь о том, что в туннелях канализации Предвестники готовят оружейный арсенал для грядущей битвы. Спайк и Эндрю возвращаются в дом Саммерсов и подтверждают теорию Баффи о том, что Калеб охраняет нечто в своём логове. Узнав о недавнем инциденте, разъярённый Спайк конфликтует с Фэйт, после чего отправляется на поиски Баффи. Ему удаётся найти Истребительницу в одном из покинутых домов, где девушка переживает неуверенность в своих силах. Спайк пытается помочь Баффи справиться с переживаниями и утешить её. Изначальное Зло наносит визит Фэйт в облике мэра Ричарда Уилкинса III, который старается убедить её в опасности, исходящей от Баффи. Несмотря на угрозы призрака, Фэйт вместе с потенциальными Истребительницами отправляется в подземные туннели, где им предстоит схватка с вооружённым отрядом Предвестников Смерти. Тем временем Баффи в одиночку отправляется в логово Калеба и, несмотря на его сопротивление, проникает в загадочное подземелье, где находится то, что Изначальное Зло так тщательно скрывает от неё. |            |                                                                   |                   |                               |                  |             |                     |
| 143 | 21         | «Конец света» «End of Days»                                       | Марита Грабяк     | Дуглас Петри и Джейн Эспенсон | 13 мая 2003      | 7ABB21      | 4.1                 |
| С помощью боевой косы, найденной в подземелье, Баффи без труда расправляется с тремя Турок-ханами и прикрывает отход отряда Фэйт из ловушки. Джайлз и Уиллоу безуспешно пытаются найти сведения о новом загадочном оружии, в то время как Баффи и Фэйт чувствуют, что в косе заключена могущественная сила, сродни их собственной. По просьбе Баффи Ксандер усыпляет Дон и пытается вывезти её из города перед началом ожидаемого конца света, а Эндрю вместе с Аней отправляются в больницу за медикаментами для раненых девушек, где они рассуждают о возможном исходе битвы с Изначальным Злом. Ночью в одном из кладбищенских склепов Баффи сталкивается с загадочной Хранительницей, ожидавшей момента, когда коса окажется в руках Истребительницы. Баффи узнаёт историю создания своего грозного оружия и теперь ей предстоит последняя схватка с Калебом, который при помощи Изначального Зла обрёл новую силу. Во время поединка у Баффи появляется неожиданный помощник - Ангел возвращается из Лос-Анджелеса, чтобы помочь своей возлюбленной в битве с могущественным врагом. После быстрой победы над Калебом Баффи и её Ангел сливаются в поцелуе, не догадываясь о том, что свидетелем этого становится Спайк, на которого теперь обращёны взоры Изначального Зла. |            |                                                                   |                   |                               |                  |             |                     |
| 144 | 22         | «Избранные» «Chosen»                                              | Джосс Уидон       | Джосс Уидон                   | 20 мая 2003      | 7ABB22      | 4.9                 |
| Ангел передаёт Баффи бумаги с обзорами по Изначальному Злу, а также магический и очень мощный амулет, который наделяет силой того, кто наденет его, но это сможет сделать только воитель с душой, но сильнее человека. Именно поэтому вампир собирается остаться и помочь Баффи, но она убеждает его вернуться в Лос-Анджелес и продолжить борьбу с Изначальным Злом в случае её поражения в Саннидэйле. После составления рискованного и опасного плана Уиллоу готовит заклятье, которое при помощи силы древней косы должно наделить всех потенциальных Истребительниц по всему миру силой действующей Истребительницы. Тем временем Баффи вместе со своими друзьями открывает печать Данзалтара и спускается в глубины Адской Пасти, чтобы сразиться с армией первобытных вампиров и разрушить планы Изначального Зла. Последняя и самая жестокая битва разгорается как под землей, так и на поверхности в школе, где Джайлз, Робин Вуд, Ксандр, Дон, Аня и Эндрю сдерживают натиск Предвестников Изначального Зла и прорвавшихся вампиров. Выжить удаётся не всем. Аня погибает во время сражения, а Спайк жертвует собой, чтобы при помощи амулета, излучающего яркий солнечный свет из энергии его души, уничтожить всех первобытных вампиров и полностью разрушить Адскую Пасть. Перед смертью он слышит от Баффи признание в любви. Стоя на краю огромного кратера, который раньше был Саннидэйлом, Баффи, её друзья и остальные Истребительницы понимают, что они изменили мир. И отныне в этом мире нет больше одной Избранной - есть Избранные, и теперь они вместе будут нести ответственность за судьбу всего мира. |            |                                                                   |                   |                               |                  |             |                     |